# برادلي آلي
برادلي آلي (بالإنجليزية: Bradley Ally) هو سباح باربادوسي، ولد في 11 ديسمبر 1986 في باربادوس.

## وصلات خارجية
- برادلي آلي على موقع الاتحاد الدولي للسباحة (الإنجليزية)
- برادلي آلي على موقع SwimRankings.net (الإنجليزية)
- برادلي آلي على موقع أوليمبيديا (الإنجليزية)
- برادلي آلي على موقع اتحاد ألعاب الكومنولث (مؤرشف) (الإنجليزية)
- برادلي آلي على موقع دورة ألعاب الكومنولث 2006 (مؤرشف) (الإنجليزية)